# Vino clarete
El clarete es un vino elaborado de forma semejante al vino tinto, realizando la fermentación con los hollejos, pero con una buena proporción de uvas blancas, de forma que se obtiene un vino con poco color. Es una bebida típica de Navarra, Aragón, La Rioja, País Vasco y de algunas zonas de Soria, Burgos, Valladolid y León.
Durante unos años, en especial en La Rioja (España), se denominó claretes a los vinos tintos de crianza o reserva, que por el envejecimiento perdían parte de su color, llegando a etiquetarse con esta denominación. Hoy en día esto ya no ocurre.
En algunos lugares se denomina así a los vinos rosados, aunque estos se elaboran de forma diferente.
En España, la Denominación de Origen Cigales, ha sido históricamente una de las regiones con una producción de claretes de mayor calidad, no obstante su producción se ha visto desplazada en los últimos años por la de vinos rosados y tintos.

## Fiestas
En San Asensio, La Rioja (España), se celebra desde 1977 cada 25 de julio la Batalla del clarete.
En Alesanco, La Rioja (España), se celebra desde 1976 cada 12 de septiembre en la denominada  'Charla del clarete con pinedete' .